# Pteroptochos castaneus
A Pteroptochos castaneus a madarak (Aves) osztályának verébalakúak (Passeriformes) rendjébe, ezen belül a fedettcsőrűfélék (Rhinocryptidae) családjába tartozó faj.

## Rendszerezése
A fajt Rodolfo Amando Philippi és Christian Ludwig Landbeck írták le 1867-ben.

## Előfordulása
Argentína és Chile területén honos. Természetes élőhelyei a mérsékelt övi erdők és cserjések, valamint szubtrópusi és trópusi másodlagos erdők.

## Megjelenése
Testhossza 23 centiméter.

## Természetvédelmi helyzete
Az elterjedési területe nagy, egyedszáma ugyan csökken, de még nem éri el a kritikus szintet. A Természetvédelmi Világszövetség Vörös listáján nem fenyegetett fajként szerepel.